# Selous
Rezervat životinja Selous je jedno od najvećih zaštićenih područja za životinje na svijetu i najveće u Africi; nalazi se u južnoj Tanzaniji i ima površinu od 44.800 km², a zajedno s okolnim područjem 54.600 km². Rezervat je nazvan po Fredericku Selousu, slavnom lovcu i ranom konzervatoru divljine koji je poginuo u Beho Behou, unutar rezervata, 1917. godine, za vrijeme I. svjetskog rata.
Njemački upravitelj Hermann von Wissmann je područje Selous proglasio zaštićenim područjem još 1896. godine, a postalo je lovačkim rezervatom 1905. godine. Rezervat Selous je 1982. godine upisan na UNESCO-ov popis mjesta svjetske baštine u Africi kao "golemo odručje divljine koje je gotovo netaknuto ljudskim djelovanjem".
Najznamenitiji dijelovi rezervata je ušće rijeke Rufiji koja se ulijeva u Indijski ocean nasuprot otoka Mafia, ali i klanac Stiegler koji je dubok 100 i širok 100 metara. Većina parka je prekrivena tipičnom akacijskom savanom, uz vlažna područja i velike Miobo (Brachystegia) šume. Neke od tipičnih životinja u ovom području su: crni nosorog (oko 300-400 primjeraka), afrički slon (31.735 1994. god., najveća populacija u Africi), afrički divlji pas (1.300, jako ugrožen), žirafa (2.200), vodenkonj (oko 27.000 - najveća populacija u Africi), krokodil, leopard, gepard, žirafa, afrički bivol (138.000, najveća populacija u Africi), 350 vrsta ptica i mnogo drugih životinja.
U rezervatu ne postoje trajna ljudska naselja i nije dozvoljena gradnja, a svaki ulazak ljudi strogo kontrolira Tanzanijsko ministarstvo prirodnih resursa i turizma. Većina rezervata je lovačko područje u kojemu djeluje nekoliko privatnih lovačkih agencija koje imaju koncesiju na određeno područje. No, jedno veliko područje na sjeveru, uz rijeku Rufiji, je rezervirano samo za fotografski safari. U ovom području uz rijeku i njezina jezera, nalaze se brojni kampovi i bungalovi, a većina turista i lovaca pristiže lošim automobilskim putom ili privatnim zrakoplovima iz Dar es Salaama. Iako je broj divljih životinja u razervatu velik, njihova gustoća je manja nego u sjevernim zaštićenim područjima Tanzanije.
Raširen krivolov je izazvo dramatičan pad divljih populacija, osobito slonova i nosoroga čiji brojevi su pali za gotovo 90 posto od 1982. godine, kada je mjesto upisano na popis svjetske baštine, zbog čega je 2014. god. upisan na popis ugroženih mjesta svjetske baštine

## Vanjske poveznice
- Karta Rezervata Selous
- Human - Elephant conflict: Rapid Response Facility awards emergency grant to the Wildlife Conservation Society of Tanzania (engl.)

|  | Zajednički poslužitelj ima još gradiva o temi Lovni rezervat Selous |